# Motor de buit

Concept illustration

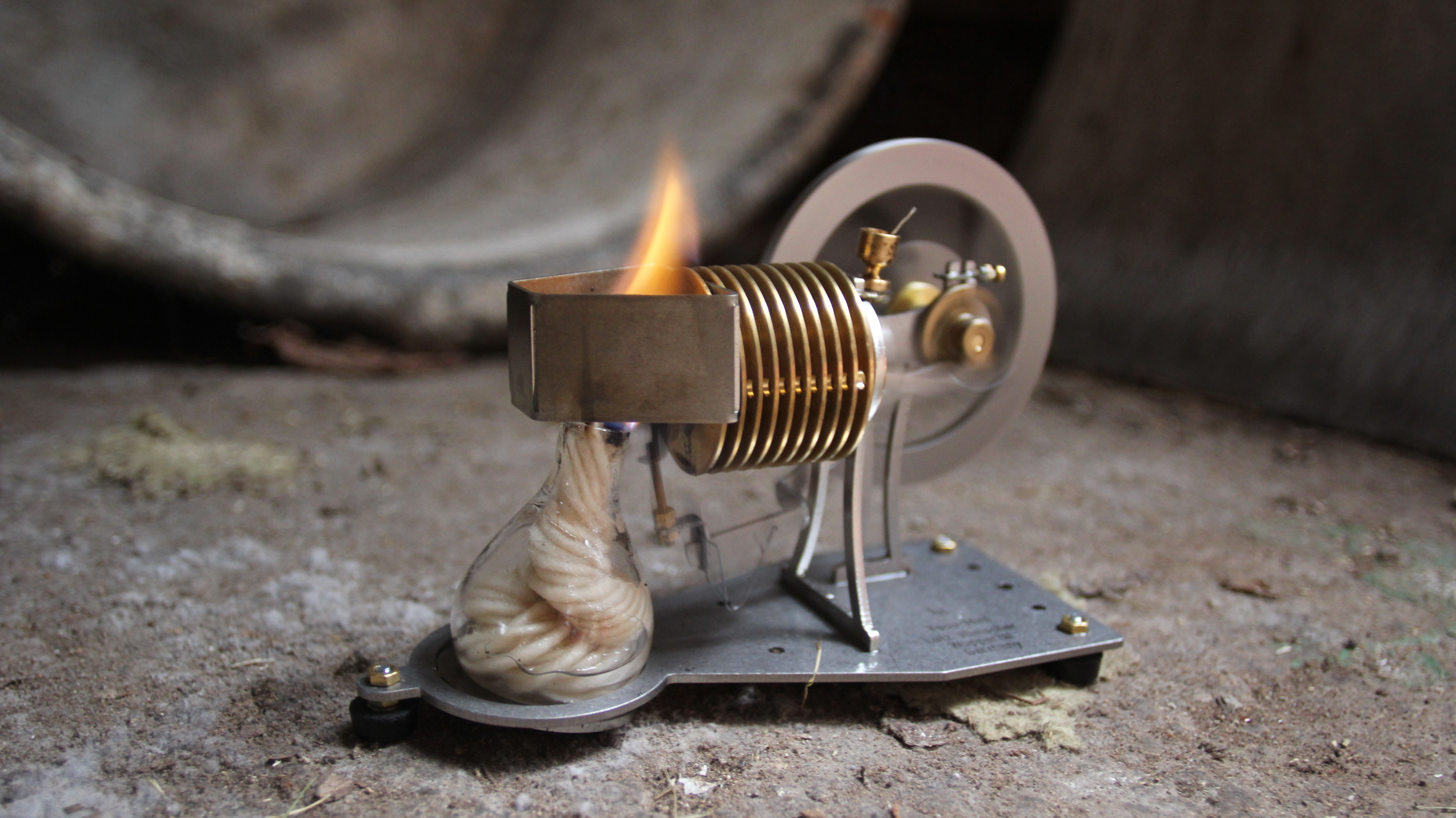

Un  motor de buit  és un motor tèrmic que funciona mitjançant el buit provocat per un gas molt calent al refredar-se.

## Funcionament
Un motor empassaflames simple consta d'un pistó i una vàlvula. Funciona amb la flama d'un encenedor (de gas, alcohol, etc.). El motor comença el cicle amb la vàlvula oberta i el pistó començant la carrera de baixada. Com que té la flama enganxada a la vàlvula, la baixada del pistó s'empassa la flama. Quan arriba a baix la vàlvula es tanca i el gas es refreda dins del motor i el buit fa ascendir pistó. La vàlvula es torna a obrir, s'empassa la flama i es repeteix el cicle.
El motor per evaporació Barton funciona d'una forma semblant tot i que el buit parcial es crea refredant la càmera amb aigua polvoritzada i no s'utilitza flama.

## Vídeos de motors de modelisme
- Animació de cicle
- Cotxet amb motor tragallamas
- Motor estàtic
- Working of a Vacuum Engine a YouTube